# José Patricio Guggiari

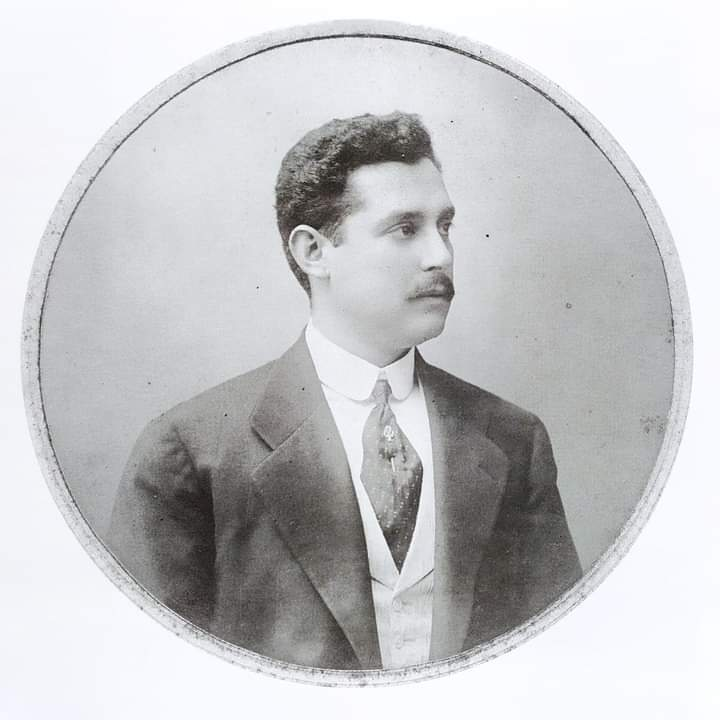
José Patricio Guggiari

José Patricio Guggiari (* 17. März 1884 in Asunción; † 29. Oktober 1957 in Buenos Aires) war ein paraguayischer Politiker und Staatspräsident (1928–1932).

## Leben
Guggiari wurde am 17. März 1884 als Sohn von Agostino Pedro Guggiari und Petrona Corniglione in Asunción geboren. Die Eltern stammten aus Savosa in der italienischen Schweiz. Er wurde zunächst nach Villarrica gebracht. Nach der Grundschule dort besuchte er das Colegio Nacional in Asunción und schloss es 1901 mit dem Bachiller ab. Im Anschluss besuchte er die Universidad Nacional und promovierte 1910 in Rechtswissenschaft sowie Soziologie.
Sein Interesse galt jedoch weniger der Rechtswissenschaft als vielmehr der Politik. Zwischen 1904 und 1907 war er Mitglied des Nationalen Bildungsrats, 1906 gründete er die Unabhängige Jugendliga, zwischen 1908 und 1910 war er Generalstaatsanwalt, 1913 wurde er Abgeordneter, 1918 Präsident des Abgeordnetenhauses, 1920 Innenminister, 1924 wieder Abgeordneter und am 15. August 1928 Staatspräsident. Als am 31. Oktober 1931 bei einem Studentenprotest vor dem Regierungspalast mehrere Teilnehmer von der Polizei erschossen wurden, forderte Guggiari den Kongress auf, ein Gerichtsverfahren gegen ihn einzuleiten. Während des Verfahrens übernahm der Vizepräsident Emiliano González Navero die Amtsgeschäfte, bis Guggiari im Januar des folgenden Jahres freigesprochen wurde. Seine Amtszeit endete am 15. August 1932. Unter seiner Regierung wurden der Nationale Verteidigungsrat gegründet, im Land das Erzbistum Asunción geschaffen, eine Universitätsreform durchgeführt und Fakultäten der Zahnmedizin und Wirtschaftswissenschaften eröffnet.
Mit Ausbruch der Revolution am 17. Februar 1936 begab sich Guggiari ins Exil nach Argentinien. Er lebte zunächst in Formosa, später in Buenos Aires. Als Präsident Higinio Morínigo 1946 eine Wende zur Demokratie machte, kehrte Guggiari nach Paraguay zurück. Der demokratische Aufbruch dauerte aber nur sechs Monate und Guggiari ging erneut ins Exil nach Buenos Aires, wo er am 29. Oktober 1957 verstarb.